# Udha Râo
Udha Râo (mort en 1453) est le 16ème râja de Jaipur. Il est le fils de Banbir Singh et le père de Prithvirajl.